# محوطه اسبون بیل
محوطه اسبون بیل در شهرستان رضوانشهر، بخش پره‌سر، روستای ارده واقع شده و این اثر در تاریخ ۱۲ تیر ۱۳۸۴ با شمارهٔ ثبت ۱۲۰۵۴ به‌عنوان یکی از آثار ملی ایران به ثبت رسیده است.